# Al-Ghassanijja (Idlib)
Al-Ghassanijja (arab. الغسانية) – wieś w Syrii, w muhafazie Idlib. W 2004 roku liczyła 389 mieszkańców.